# Mound City (Illinois)
Mound City es una ciudad ubicada en el condado de Pulaski en el estado estadounidense de Illinois. En el Censo de 2010 tenía una población de 588 habitantes y una densidad poblacional de 311 personas por km².

## Geografía
Mound City se encuentra ubicada en las coordenadas 37°5′8″N 89°9′47″O / 37.08556, -89.16306. Según la Oficina del Censo de los Estados Unidos, Mound City tiene una superficie total de 1.89 km², de la cual 1.74 km² corresponden a tierra firme y (8.08%) 0.15 km² es agua.

## Demografía
Según el censo de 2010, había 588 personas residiendo en Mound City. La densidad de población era de 311 hab./km². De los 588 habitantes, Mound City estaba compuesto por el 44.39% blancos, el 53.4% eran afroamericanos, el 0.17% eran amerindios, el 0.17% eran asiáticos, el 0% eran isleños del Pacífico, el 0.51% eran de otras razas y el 1.36% pertenecían a dos o más razas. Del total de la población el 1.53% eran hispanos o latinos de cualquier raza.